# Classe Yaz
Le unità appartenenti alla classe Yaz (progetto 1208 Slepen’ secondo la classificazione russa) sono pattugliatori fluviali, utilizzati dalla marina militare sovietica e successivamente russa per il controllo dei confini con la Cina.

## Tecnica ed armamento
Queste unità, di dimensioni relativamente grandi, possono essere considerati dei monitori, vista la natura del loro armamento.
Infatti, l'armamento principale è costituito da due cannoni da 100 mm dello stesso modello di quelli montati sui carri armati T-55. I cannoni sono completi di torretta.
L'armamento comprende anche due cannoni da 30 mm, quattro mitragliatrici (due da 12,7 mm ed altrettante da 7,62), un lanciagranate da 14 mm e due lanciagranate da 30 mm.

## Il servizio
Le classe Yaz sono state costruite nei cantieri navali di Chabarovsk tra il 1975 ed il 1990. La loro zona operazioni è esclusivamente quella del fiume Amur, al confine con la Cina: tutte le unità sono infatti inquadrate presso la Flottiglia del Fiume Amur. Sono in grado di operare anche con ghiaccio sottile.
Oggi ne rimangono in servizio nove (dati del 2001).
- Vikhr': entrata in servizio nel 1975
- Smerch: entrata in servizio nel 1976
- Groza: entrata in servizio nel 1977
- Tayfun: entrata in servizio nel 1978
- 60-Let VChK: entrata in servizio nel 1978
- Imeni 60-Letiya Pogranvoysk: entrata in servizio nel 1981
- V'yuga: entrata in servizio nel 1982
- Shtorm: entrata in servizio nel 1983
- Uragan: entrata in servizio nel 1984